# リティヤ (スロベニア)
リティヤ（Litija, ドイツ語：Littai）は、スロベニアの町であり、そして地方行政区画としての市である。